# Њанза провинција
Провинција Њанза је била једна од осам првинција Кеније до 2009. године. Према подацима из 2009. године у њој је живело 5 милиона 443 хиљаде становника. Површина коју заузима је 16 303 km². Главни град је био Кисуму.

## Географија
У рељефу подручја бивше провинције Њанза се примећује велика разлика у надморској висини између језера Викторија на западу чија се површина налази на 1133 метра надморске висине до врха планине Керока на истоку са 2149 метар надморске висине. Клима је тропска са средњим температурама између 17 и 29 °C, а најмање 12 и највише 37 °C. Месечна количина падавина се креће у распону од око 50 милиметара у јануару до око 200 милиметара у априлу.

## Становништво
На подручју бивше провинције Њанза живе припадници следећих етничких група: Луо, Луја, Киси и Куриа.

## Привреда
Њанза је најсиромашнија провинција Кеније, са највећим бројем становника које живи испод границе сиромаштава. Становништво провниције Кеније је запослено највећим делом у пољопривреди, гаје се кукуруз, пасуљ и купус, присутан је и риболов на језеру Викторија.

## Дистрикти
Провинција Њанза је 2009. године била подељена на 6 дистрикта и то: Залив Хома, Киси, Кисуму, Мигори, Њамира и Сиаја.